# 吉本直史
吉本 直史（よしもと なおひと、1948年9月10日 - ）は、日本の実業家。元不二サッシ株式会社代表取締役社長。

## 人物・経歴
奈良県出身。1971年大阪市立大学商学部卒業、不二サッシ工業入社。2002年不二サッシ執行役員管理本部企画部長。2003年不二サッシ取締役。2004年不二サッシ常務執行役員管理本部長兼企画部長。2006年不二サッシ常務執行役員営業統括本部長.。2007年不二サッシ専務執行役員社長補佐。2009年から不二サッシ代表取締役社長を務め、フィリピンやマレーシアの海外子会社への生産移管などの経営合理化策を進めた。2011年不二サッシ取締役相談役。2012年不二サッシ相談役。